# Impressions in Blood
Impressions in Blood sedmi je studijski album poljskog death/thrash metal-sastava Vader. Dana 23. kolovoza 2006. u Japanu ga je objavila diskografska kuća Avalon Marquee s bonus obradom "Raining Blood" Slayera. U Poljskoj je album objavila diskografska kuća Mystic Production 4. rujna 2006., a u Europi Regain Records istog dana.

## Pozadina
Album je nominiran za nagradu Fryderyk u kategoriji "Rock/metal-album godine".
Impressions in Blood snimljen je od travnja do lipnja 2006. u studiju Hertz u Białystoku, Poljska, a producirali su ga Wojciech i Sławomir Wiesławski. Autor naslovnici je grčki slikar i basist sastava Septicflesh, Seth Siro Anton.
Za pjesmu „Helleluyah!!! (God Is Dead)“ snimljen je i spot, koji je režirao Andrzej Wyrozębski. Janusz Król bio je odgovoran za specijalne efekte i scenografiju spota, dok je Sławomir Panasewicz bio snimatelj. U Poljskoj je Impressions in Blood završio na 8. mjestu i ispao je s nje nakon pet tjedana. Album je također bio na ljestvici u Japanu.

## Popis pjesama
| 1.    | »Between Day and Night« (instrumentalna skladba) |              | Krzysztof Oloś | 0:41 |
| 2.    | »ShadowFear«                                     | Harry Maat   | Peter          | 4:50 |
| 3.    | »As Heavens Collide...«                          | Harry Maat   | Mauser         | 2:41 |
| 4.    | »Helleluyah!!! (God Is Dead)«                    | Peter        | Peter          | 3:02 |
| 5.    | »Fields of Heads«                                | Harry Maat   |                | 4:06 |
| 6.    | »Predator«                                       | Paweł Frelik | Peter          | 5:12 |
| 7.    | »Warlords«                                       | Harry Maat   | Mauser         | 2:43 |
| 8.    | »Red Code«                                       | Paweł Frelik | Peter          | 2:30 |
| 9.    | »Amongst the Ruins«                              | Harry Maat   | Mauser         | 4:07 |
| 10.   | »They Live!!!«                                   | Paweł Frelik | Peter          | 2:13 |
| 11.   | »The Book«                                       | Paweł Frelik | Mauser         | 5:07 |
| 37:12 |                                                  |              |                |      |

| Bonus pjesma na japanskom izdanju | Bonus pjesma na japanskom izdanju | Bonus pjesma na japanskom izdanju | Bonus pjesma na japanskom izdanju | Bonus pjesma na japanskom izdanju | Bonus pjesma na japanskom izdanju | Bonus pjesma na japanskom izdanju | Bonus pjesma na japanskom izdanju | Bonus pjesma na japanskom izdanju | Bonus pjesma na japanskom izdanju |
| Br.                               | Skladba                           | Tekstopisac                       | Skladatelj                        | Trajanje                          |                                   |                                   |                                   |                                   |                                   |
| --------------------------------- | --------------------------------- | --------------------------------- | --------------------------------- | --------------------------------- | --------------------------------- | --------------------------------- | --------------------------------- | --------------------------------- | --------------------------------- |
| 11.                               | »Raining Blood«                   | Jeff Hanneman, Kerry King         | Hanneman                          | 3:40                              |                                   |                                   |                                   |                                   |                                   |
| 40:52                             |                                   |                                   |                                   |                                   |                                   |                                   |                                   |                                   |                                   |

## Zasluge
| Vader - Peter – vokal, gitara, bas-gitara - Mauser – gitara - Daray – bubnjevi, udaraljke Dodatni glazbenici - Siegmar – klavijature, orkestar, samplovi | Ostalo osoblje - Sławek Wiesławski – produkcija, inženjer zvuka - Wojtek Wiesławski – produkcija, inženjer zvuka - Toby von Kinsky – fotografije (sastava) - Seth Siro Anton – naslovnica, umjetnički smjer |